# Tana (biljni rod)
Tana, monotipski biljni rod trajnica ili polugrmova iz porodice štitarki, smješten u tribus Heteromorpheae. Jedina vrsta je T. bojeriana, madagaskarski endem
Rod je opisan u Taxon 48: 743. 1999.

## Sinonimi
- Heteromorpha bojeriana (Baker) Humbert; Notul. Syst. (Paris) 15: 121 (1956)
- Peucedanum bojerianum Baker; J. Linn. Soc., Bot. 25: 319 (1890)